# Vrouwenvoetbal in Nederland
Het vrouwenvoetbal in Nederland deed op clubniveau in 1955 zijn intrede met de oprichting van Herbido.. In 1956 werd de eerste officieuze interland gespeeld door het Nederlands vrouwenvoetbalelftal. De organisatie was in handen van de Nederlandse Damesvoetbalbond (NDVB) die in 1971 opging in de KNVB. De jaren daarvoor was voetbal voor vrouwen officieel door de KNVB verboden, en mochten voetbalverenigingen hun velden niet beschikbaar stellen voor vrouwenvoetbal. Sinds 1971 mogen vrouwen ook lid van de KNVB worden.

## Start van de Eredivisie
In januari 2007 werden de plannen voor de oprichting van de Eredivisie Vrouwen door de KNVB gepresenteerd. Clubs als FC Twente en SC Cambuur toonden interesse in een dergelijk project. Het seizoen 2007/08 was het eerste jaar waarin de competitie gespeeld werd. AZ, FC Twente, sc Heerenveen, FC Utrecht, Willem II en ADO Den Haag werden gekozen om daarin te starten. In de loop der tijd varieerde het aantal teams van de Eredivisie. Zo deed Roda JC maar een jaar mee, stapten PEC Zwolle en VVV-Venlo in 2010 in en werd SC Telstar VVNH als vervanger van AZ in 2011 aan de competitie toegevoegd, terwijl ook Willem II er toen mee ophield. SC Heerenveen en FC Utrecht opereren inmiddels vanuit een aparte stichting.

## Aanpassing van de regels
Verder werden de regels gaandeweg aangepast. Zo was in het begin donderdag de vaste speeldag, wat na 2011 vrijdag werd. Waar er in het begin nog afspraken gemaakt werden over de verdeling van de internationals, werd dat in 2011 losgelaten en kreeg elke club de mogelijkheid om een jeugdopleiding op te zetten in plaats van een samenwerkingsverband aan te gaan; iets wat FC Twente vanaf de start al gedaan had. FC Twente was ook de eerste ploeg die in 2011 begon met de spelers te betalen.

## Women's BeNe League
Toen in 2012 de Women's BeNe League werd opgericht, waren er diverse clubs die interesse hadden om deel te gaan nemen. Zo meldden FC Den Bosch, Ajax en een combinatie van FC Eindhoven en PSV zich bij de KNVB aan. Uiteindelijk werd met Ajax en PSV/FC Eindhoven het aantal deelnemende clubs opgeschroefd naar negen, maar doordat PSV trachtte veel spelers van VVV vast te leggen, trok die laatste zich terug, wat het aantal op acht bracht. De BeNe Leage heeft bestaan tot en met het seizoen 2014/15.

## Herstart van de Eredivisie
Met ingang van het seizoen 2015/16 is er opnieuw een Eredivisie Vrouwen. In het seizoen 2017/18 en 2018/19 telt deze 9 clubs: Achilles '29, ADO Den Haag, Ajax, Excelsior Barendrecht, FC Twente, PEC Zwolle, PSV, Sc Heerenveen, VV Alkmaar. Daaronder komt de Topklasse (12 clubs), Hoofdklasse (A en B), Eerste Klasse (A t/m D), Tweede Klasse (A t/m H) enzovoort. In het seizoen 2021/22 voegde Feyenoord zich bij het deelnemersveld alvorens Fortuna Sittard dit één seizoen later ook deed. Ook Telstar keerde tegelijkertijd met Fortuna Sittard terug. In het seizoen 2023/24 keerde ook FC Utrecht terug en veranderde VV Alkmaar in AZ.
Na het seizoen 2024/25 zullen er play-offs om promotie en degradatie worden gespeeld tussen clubs uit de Eredivisie en Eerste Divisie. Naast de beloftenteams van alle eredivisionisten, voegden De Graafschap en NAC Breda zich bij het deelnemersveld van de Eerste Divisie. Eerder deed Sparta Rotterdam dit al.